# Пунган
Пунган (узб. Pungon) — селище міського типу у Узбекистані. Пунган розташований на північному заході Ферганської долини, на південь від селищ Алтинкан і Чадак, у гирлі річки Чадаксай, правої притоки Сирдар'ї. Входить до Папського району Наманганської області.